# Stena Fastigheter
Stena Fastigheter ingår i Stena-sfären, som familjen Sten A Olsson står bakom. Företaget bildades 1981 via köp av ett bostadsbolag.
Det är en av Sveriges största privata fastighetsägare, med 24 000 hyresrättsbostäder och 3 000 lokaler, framförallt i storstäderna Göteborg, Malmö och Stockholm, men också visst ägande i Lund, Landskrona, Lomma och Uppsala. I utlandet har bolaget kommersiella fastigheter i Nederländerna och Frankrike.
Stena Fastigheter deltar i BoStad2021 med projekten Kvillered (Fyrklöversgatan) Briljant- och Smaragdgatan och Ekebäckshöjd (Pennygången).

## Konstsamling
En omfattande konstnärlig utsmyckning finns på och omkring bolagets byggnader i Göteborg, Malmö och Stockholm. Över 70 olika konstnärer finns representerade med olika verk.